# Dirk Boest Gips
Dirk Boest Gips (Dordrecht, Holanda del Sud, 30 de juliol de 1864 – Den Haag, 11 de novembre de 1920) va ser un tirador neerlandès que va competir cavall del segle xix i el segle xx. El 1900 va prendre part en els Jocs Olímpics de París, on guanyà la medalla de bronze en la prova de pistola militar per equips, junt a Anthony Sweijs, Solko van den Bergh, Antonius Bouwens i Henrik Sillem. En la prova individual acabà en sisena posició.